# Byzantijnse vloot

De keizerlijke standaard (basilikon phlamoulon) van de Byzantijnse schepen in de 14e eeuw, zoals beschreven door Georges Kodinos en weergegeven in de Castiliaanse atlas Conoscimento de todos los reinos (ca. 1350)

De Byzantijnse vloot is het geheel van zeestrijdkrachten van het Byzantijnse Rijk. Als erfgenaam van het Romeinse Rijk komt de vloot voort uit de Romeinse vloot. Echter, daarmee vergeleken speelt de Byzantijnse vloot een veel belangrijkere rol in de verdediging en het overleven van het rijk. In het Romeinse Rijk was de marine duidelijk inferieur aan de strijdkrachten op het land, de legioenen en werd met minder belangrijke vijanden geconfronteerd. De Romeinse vloot had daarmee meer een politiële rol. Daarentegen speelde de zee een veel doorslaggevendere rol voor het Byzantijnse Rijk. Verscheidene historici spreken dan ook van een zeemacht als zij over de Byzantijnen spreken.
De Romeinse heerschappij ter zee in de Middellandse Zee wordt voor het eerst bedreigd door de Vandalen, en dit gevaar wordt pas uitgeschakeld door keizer Justinianus I. Het is in die tijd dat de vloot breekt met de Romeinse tradities en de dromon introduceert als ruggengraat van de vloot. Dit proces wordt nog versneld door de veroveringen van de islam in de 7e eeuw, die de Middellandse Zee doen veranderen van een Romeins binnenmeer tot een uitgestrekt slagveld, waar een strijd tussen Byzantijnen en Arabieren losbarst. De vloot speelt daarin een sleutelrol. Enerzijds moeten de vergelegen bezittingen beschermd worden, anderzijds ook de stad Constantinopel zelf. Het Griekse vuur is daarbij een troefkaart die de stad herhaaldelijk van de ondergang redt.
Aanvankelijk is de verdediging van de Byzantijnse kust en wal van Constantinopel verzekerd door de grote vloot van de Karabisianoi. Maar allengs verschuift deze taak naar de regionale vloten van de Themen terwijl een centrale keizerlijke vloot onderhouden wordt in de hoofdstad. Deze vloot beschermt de stad en vormt de harde kern voor expedities ter zee. Vanaf het einde van de 8e eeuw beheerst de Byzantijnse marine, goed georganiseerd en machtig, de Middellandse Zee. Ondanks de voortdurende strijd met de vloten van de moslims met al zijn successen en tegenslagen hervinden de Byzantijnen hun positie van suprematie in het oostelijke bekken tegen de 10e eeuw.
In de loop van de 11e eeuw begint verval in te treden, in het Rijk zelf en zo ook in de marine. De Byzantijnen krijgen te maken met een nieuwe uitdaging, ditmaal uit het westen. Langzamerhand worden zij ertoe gedwongen zich te verlaten op de vloten van de Italiaanse stadstaten zoals Venetië en Genua voor hun transport en hun verdediging. Dit heeft zware gevolgen voor de economie van het rijk en zijn soevereiniteit. Er treedt een zeker herstel op onder de Comnenen, maar daarna volgt opnieuw een periode van verzwakking die erop uitdraait dat het rijk verdeeld raakt na de Vierde Kruistocht van 1204-1205. Na de restauratie van 1261, trachten een aantal Paleologen de vloot opnieuw leven in te blazen maar dat heeft slechts tijdelijk enig effect. In het midden van de 14e eeuw is de Byzantijnse vloot, eens een trotse macht van honderden schepen, teruggebracht tot een dozijn schepen op zijn hoogst. De macht op zee valt voorgoed, ook in de Egeïsche Zee in handen van de Italianen en het Ottomaanse Rijk. Toch blijft de kleine vloot actief tot het einde komt in 1453 met de Val van Constantinopel.